# Brian Cox (fysiker)
Brian Edward Cox, född 3 mars 1968 i Oldham i Lancashire i England, är en brittisk partikelfysiker. 
Cox är en Royal Society research fellow och professor vid University of Manchester, där han även är medlem i High Energy Physics group. Han arbetar även med ATLAS-experimentet vid partikelacceleratorn Large Hadron Collider (LHC). Cox har även utgivit en hel del populärvetenskapliga böcker, däribland Why Does E=mc2? och The Quantum Universe.
Cox är mest känd som presentatör i en handfull vetenskapliga TV-program, men under det tidiga 90-talet erhöll han viss berömmelse som klaviaturspelare för den brittiska popgruppen D:Ream.
Han har erhållit utmärkelser för sitt engagemang för spridning av vetenskap och har varit programledare i ett flertal avsnitt i BBCs serie Horizon, däribland Large Hadron Collider and the Big Bang, What On Earth Is Wrong With Gravity, Do You Know What Time It Is? och Can We Make a Star on Earth?. Han är även programledare för serierna Wonders of the Solar System och Wonders of the Universe.
Han var vetenskaplig rådgivare för produktionen av science fiction-filmen Sunshine.